# ネアックルン橋
ネアックルン橋（Neak Loeung Bridge、ស្ពានអ្នកលឿង）は、カンボジアのカンダル州とプレイベン州の州境のメコン川に架けられた道路橋である。2015年4月6日に開通した。通称は「つばさ橋」。
カンボジアで2014年に発行された500リエル札には、同じく日本の援助で作られたきずな橋や日章旗と共に、ネアックルン橋が描かれている。

## 建設の経緯
架橋地点はカンボジア国道1号線のメコン川渡河地点で、同国道はアジアハイウェイ(AH-1)の一部としてホーチミン - プノンペン - バンコクを結ぶ国際幹線道路の指定を受けており、ASEAN諸国の物流の生命線である「南部経済回廊」の一部である。しかし架橋前はフェリーで渡河するしかなく、長時間のフェリー待ちが生じるなど交通のボトルネックとなっていた。カンボジアの経済事情では大規模な道路整備が難しいため、日本に対して橋梁の建設が要請され、日本の無償資金協力によって建設された。
主橋梁の橋長は河川幅を元に640メートルとし、航路条件から中央の210メートルおよび両端の122メートルは橋脚を設置しない設計となった。橋脚設置条件、および経済性・カンボジア国産品の有効利用・耐風安定性などの観点から、3径間連続PC斜張橋の形式に決定された。
工事期間中、架橋地点のメコン川は雨期には水深25メートルに達し、作業台船の曳航が限界となる流速5ノットの激流となった。また2011年の雨期には過去最大規模の大増水となり、陸上ヤードが河岸から40メートルも浸食されるなど、様々な困難を乗り越えての工事となった。

## 諸元
- 路線名：国道1号[8][9]
- 通称：つばさ橋[6]
- 施主：カンボジア王国公共事業運輸省(MPWT)[2]
- 設計者：長大、オリエンタルコンサルタンツ 共同企業体[4][2]
- 施行：三井住友建設[2]
- 形式：3径間連続PC斜張橋（メイン橋）[4][2][3]
- 橋長：640.0m(155.0 + 330.0 + 155.0m)[4][2][3]
- 総幅員：16.98m(有効幅員：車道：10.5m、歩道：1.0m×2）[4][3]
- 架設工法：張出し架設工法[4]
- 工期[3]
  - 基本設計：2009年2月〜2010年3月
  - 詳細設計：2010年3月〜2010年9月
  - 施工：2011年1月〜2015年3月
- 供与額：119.40億円[10]